# Karlbergstunneln
Karlbergstunneln är en vägtunnel i Stockholm i stadsdelen Vasastaden. Tunneln som är 177 meter lång förbinder Klarastrandsleden med Norra länken respektive Essingeleden och ligger direkt öster om Karlbergs slott.
| Vänster bild: södra tunnelöppningen i augusti 2009, höger bild: norra tunnelöppningen i december 2012. |  | Vänster bild: södra tunnelöppningen i augusti 2009, höger bild: norra tunnelöppningen i december 2012. |
| Vänster bild: södra tunnelöppningen i augusti 2009, höger bild: norra tunnelöppningen i december 2012. |  | |

När Klarastrandsledens breddning diskuterades på 1970- och 1980-talen förbereddes Karlbergstunneln med dubbla tunnelrör, men bara den västra tunneln kom till användning, medan den östra nyttjas för närvarande (2024) som förråd och uppläggningsplats för gatukontoret. Tunneln har dubbelriktad trafik och är en 177 meter lång betongkonstruktion under bangården vid Karlbergs station.
Klarastrandsleden och Karlbergstunneln är Nordsydaxelns (förbindelsen mellan Södra länken via Söderledstunneln och Centralbron till Norra länken) svagaste länk och förorsakar ständiga trafikproblem under rusningstider. Om Klarastrandsleden byggs ut så kommer även Karlbergstunneln att få en förändrad utformning.